# The Negation
The Negation – trzeci album studyjny polskiej grupy deathmetalowej Decapitated. Zespół przystąpił do nagrań albumu latem 2003 roku w Hertz Studio. Wydawnictwo ukazało się 1 lutego 2004 nakładem Earache Records i było promowane m.in. podczas koncertów w Wielkiej Brytanii. Występy Decapitated poprzedzały grupy Rotting Christ, Anata i Thus Defiled. Zespół wystąpił również podczas festiwalu Metalmania poprzedzając m.in. koncert grupy Morbid Angel oraz trasie koncertowej wraz z grupą Mayhem, Krisiun i Anaal Nathrakh. W drugiej połowie roku zespół wystąpił w kraju wraz z grupami Totem, Hate, Pyorrhoea i Abused Majesty.
Podczas sesji nagraniowej gitarzysta Wacław "Vogg" Kiełtyka zastosował gitary firmy Ran z przystawkami EMG-81 i wzmacniacz Mesa Boogie Triple Rectifier. 
Płyta znalazła około 850 nabywców w przeciągu tygodnia od dnia premiery w Stanach Zjednoczonych.

## Lista utworów
Opracowano na podstawie materiału źródłowego.
| Nr | Tytuł utworu               | Słowa                | Muzyka                                                             | Długość |
| -- | -------------------------- | -------------------- | ------------------------------------------------------------------ | ------- |
| 1. | „The Fury”                 | Wojciech Wąsowicz    | Wacław Kiełtyka, Witold Kiełtyka, Marcin Rygiel, Wojciech Wąsowicz | 4:26    |
| 2. | „Three-Dimensional Defect” | Wojciech Wąsowicz    | Wacław Kiełtyka, Witold Kiełtyka, Marcin Rygiel, Wojciech Wąsowicz | 3:57    |
| 3. | „Lying and Weak”           | Wojciech Wąsowicz    | Wacław Kiełtyka, Witold Kiełtyka, Marcin Rygiel, Wojciech Wąsowicz | 3:25    |
| 4. | „Sensual Sickness”         | Wojciech Wąsowicz    | Wacław Kiełtyka, Witold Kiełtyka, Marcin Rygiel, Wojciech Wąsowicz | 4:05    |
| 5. | „The Calling”              | utwór instrumentalny | Wacław Kiełtyka, Witold Kiełtyka, Marcin Rygiel, Wojciech Wąsowicz | 1:17    |
| 6. | „The Negation”             | Wojciech Wąsowicz    | Wacław Kiełtyka, Witold Kiełtyka, Marcin Rygiel, Wojciech Wąsowicz | 5:04    |
| 7. | „Long-Desired Dementia”    | Wojciech Wąsowicz    | Wacław Kiełtyka, Witold Kiełtyka, Marcin Rygiel, Wojciech Wąsowicz | 3:21    |
| 8. | „The Empty Throne”         | Wojciech Wąsowicz    | Wacław Kiełtyka, Witold Kiełtyka, Marcin Rygiel, Wojciech Wąsowicz | 4:41    |
|    |                            |                      |                                                                    | 30:16   |

| Utwór dodatkowy | Utwór dodatkowy                             | Utwór dodatkowy | Utwór dodatkowy                                        | Utwór dodatkowy |
| Nr              | Tytuł utworu                                | Słowa           | Muzyka                                                 | Długość         |
| --------------- | ------------------------------------------- | --------------- | ------------------------------------------------------ | --------------- |
| 1.              | „Lunatic of God's Creation (cover Deicide)” | Glen Benton     | Glen Benton, Brian Hoffman, Eric Hoffman, Steve Asheim | 2:34            |

## Twórcy
Opracowano na podstawie materiału źródłowego.
| Zespół Decapitated w składzie - Wojciech "Sauron" Wąsowicz – wokal prowadzący - Wacław "Vogg" Kiełtyka – gitara rytmiczna, gitara prowadząca - Marcin "Martin" Rygiel – gitara basowa - Witold "Vitek" Kiełtyka – perkusja |  | Produkcja - Jacek Wisniewski – oprawa graficzna, okładka - Sławomir i Wojciech Wiesławscy – inżynieria dźwięku, produkcja muzyczna, miksowanie, mastering - Digby Pearson – producent wykonawczy - Darek Kempny – zdjęcia |

## Wydania
| Rok  | Nr katalogowy | Format | Wytwórnia       | Kraj   |
| ---- | ------------- | ------ | --------------- | ------ |
| 2004 | MOSH 274CD    | CD     | Earache Records | Europa |
| 2004 | MOSH 274      | LP     | Earache Records | Europa |